# Master of Laws
Ein LL. M. (auch LLM; lateinisch Legum Magister/Magistra, „Meister/Meisterin der Gesetze bzw. Rechte“; legum ist der Genitiv Plural von lex „Gesetz“, daher das doppelte L) ist ein juristischer Postgraduierten-Abschluss, der sowohl von Juristen, die bereits ein rechtswissenschaftliches Studium abgeschlossen haben, als auch von Absolventen anderer Hochschuldisziplinen an Universitäten und Hochschulen erlangt werden kann. Am häufigsten wird der akademische Grad LL. M. an Hochschulen im englischsprachigen Raum erworben. In Deutschland steht die Abkürzung LL. M. gleichbedeutend für die lateinische (Legum Magister bzw. Magister Legum) wie die englische (Master of Laws) Langform des Hochschulgrades. Der erworbene akademische Grad LL. M. kann neben dem bereits bestehenden akademischen Grad des vorangegangenen Studiums angeführt werden.
Ein LL. M.-Studium dauert in der Regel zwei bis vier Semester. Der Inhalt bestimmt sich nach dem Hochschulangebot und den Neigungen des Studenten. An Hochschulen außerhalb des deutschen Sprachraums liegt der Schwerpunkt meist auf dem jeweiligen Landesrecht, Rechtsvergleichung oder internationalem Recht. An Hochschulen im deutschen Sprachraum wird meistens eine Spezialisierung auf einem bestimmten Rechtsgebiet angeboten.
Der Grad wird hinter dem Nachnamen geführt; nachfolgend kann in Klammern der Name der verleihenden Universität (meist im angloamerikanischen Sprachraum) oder aber der spezifische Inhalt des Studiengangs wie etwa „(EuR)“ oder „(Tax)“ angegeben werden. Bei ausländischen akademischen Graden, die nicht in der Europäischen Union oder im Europäischen Wirtschaftsraum verliehen worden sind, ist in Deutschland die Angabe der verleihenden Stelle zwingend vorgeschrieben.

## Österreich
Die Kombination aus LL. B. und LL. M. berechtigt, nach einer insgesamt 5-jährigen Regelstudienzeit, zur Ausübung aller traditionellen juristischen Berufe. Ein LL. M. ist dem „Magister der Rechte“ („Mag. iur.“), mit 4-jähriger Regelstudienzeit, somit gleichgestellt. An der Sigmund-Freud-Privatuniversität sowie an der Johannes Kepler Universität Linz kann man bereits auf Bachelor-Master das Studium der Rechtswissenschaften absolvieren. Das konsekutive Masterstudium schließt mit dem akademischen Grad "Master of Laws (LL. M.)" ab.
Seit dem Wintersemester 2006/2007 bietet die Wirtschaftsuniversität Wien ein Studium des Wirtschaftsrechts an, das gemäß dem Bologna-Prozess nach sechs Semestern mit dem akademischen Grad Bachelor of Laws („LL. B.“) und nach weiteren vier Semestern mit dem Grad Master of Laws (LL. M.) abgeschlossen werden kann. Außerdem bietet die Universität Klagenfurt in Kooperation mit der Universität Wien sowie die Universität Innsbruck das Masterstudium Wirtschaftsrecht mit dem akademischen Grad LL. M. an, dessen Abschluss zur Ausübung aller traditionellen juristischer Berufe berechtigt. Die Abbruchquote im Studium des Wirtschaftsrechts ist sehr hoch.
Ein dem konventionellen Diplomstudium der Rechtswissenschaften (Mag. iur.) nachfolgendes, zweites Master-Studium, das mit dem akademischen Abschluss Master of Laws (LL. M.) abschließt, bietet Juristen eine in der Wirtschaft anerkannte Alternative zum rechtswissenschaftlichen Doktoratsstudium. 

## Deutschland
Der LL. M. ist in Deutschland – wie auch die Erste Juristische Prüfung – ein Abschluss der zweiten Qualifikationsstufe, d. h. der Master-Ebene, im Europäischen Hochschulraum. Der LL. M. kann zum einen konsekutiv ein LL. B.-Studium fortsetzen oder aber als Zusatzqualifikation von Absolventen sonstiger Studiengänge erworben werden, etwa von Absolventen eines zur Ersten Juristischen Prüfung führenden juristischen Studiengangs oder von Absolventen fachfremder Studiengänge.
In der Bundesrepublik Deutschland geht beispielsweise bei Studiengängen, die zur Ersten Juristischen Prüfung führen, mit dem Erreichen der ersten juristischen Prüfung (bis 2003 als erstes juristisches Staatsexamen bezeichnet) das Ende des Studiums einher. Eine Spezialisierung erfolgt hier lediglich im universitären Teil der Prüfung oder in Aufbaustudiengängen (zum Beispiel Lizenziatsstudiengängen, wie dem des kanonischen Rechts, der zum akademischen Grad Lic. iur. can. führt). Nach dem Abschluss der 1. und/oder 2. juristischen Prüfung oder nach dem Abschluss eines juristischen Bachelor-Studiums besteht die Möglichkeit, im Rahmen eines postgradualen Aufbaustudiengangs eine tiefergehende fachliche Spezialisierung vorzunehmen und den akademischen Grad eines „Legum Magister“ bzw. „Master of Laws“ (LL. M.) in diesem zweiten Studium zu erwerben. Einige Postgraduiertenstudiengänge mit entsprechenden Spezialisierungsmöglichkeiten wurden auf dem Gebiet des Wirtschaftsrechts (LL. M. oec.), des Europarechts (LL. M. Eur.) und in interdisziplinären Bereichen, wie beispielsweise Mediation und Konfliktmanagement, eingerichtet. Zudem werden seit mehreren Jahren verschiedene spezifische Master-Programme, teilweise mit starken betriebswirtschaftlichen Bezügen, angeboten.
Bei manchen LL. M.-Studiengängen reicht ein erster juristischer Abschluss als Zulassungsvoraussetzung aus. Meist müssen jedoch für die Zulassung (ähnlich wie bei einer Promotion) zusätzlich bestimmte qualifizierende Voraussetzungen erfüllt werden, beispielsweise ein mit einer Mindestnote abgeschlossenes juristisches Studium wie eine mit mindestens der Note „vollbefriedigend“ oder „befriedigend“ bestandene erste juristische Staatsprüfung oder eine vergleichbare Leistung.
Die in angelsächsischen Staaten üblichen Bachelor- und Master-Abschlüsse wurden im Rahmen des Bologna-Prozesses zusätzlich zu den traditionellen deutschen juristischen Studiengängen eingeführt. Diese konsekutiven juristischen Studiengänge haben aber die volljuristische Ausbildung, die mit juristischen Staatsprüfungen abschließt und in Deutschland Voraussetzung zum Zugang zu reglementierten juristischen Berufen bleibt, nicht ersetzt. Vielmehr treten die konsekutiven Studiengänge als alternative oder ergänzende universitäre juristische Ausbildung zur bisherigen juristischen Ausbildung hinzu. 2002 wurde den Hochschulen durch eine Änderung des HRG die Möglichkeit gegeben, Bachelor- und/oder Masterstudiengänge einzuführen. Die Kultus- und die Innenministerkonferenz haben beschlossen, die an Universitäten und Fachhochschulen erreichten Masterabschlüsse als Zugangsberechtigung für den höheren Dienst anzuerkennen.
Der Nutzen der Einführung der konsekutiven Abschlüsse Bachelor und Master in der juristischen Ausbildung wird nach wie vor unterschiedlich beurteilt. Bereits im Koalitionsvertrag 2005 wurden zwischen den Parteien CDU, CSU und SPD auf Bundesebene der Bedarf neuer Abschlüsse in der Juristenausbildung und eine Übertragung des Bologna-Prozesses auf diese abgelehnt. Gleichwohl haben zwischenzeitlich zahlreiche Hochschulen konsekutive Abschlüsse oder Master-Abschlüsse eingeführt.

## Schweiz
In der Schweiz heißt gemäß dem neuen Bologna-Studienmodell der auf den Bachelor of Law aufbauende Master-Abschluss „MLaw“ (Master of Law). Der frühere Grad lic. iur. gilt als gleichwertig zu einem MLaw, in Anwendung eines Beschlusses der Schweizerischen Universitätskonferenz vom 1. Dezember 2005. Für die Eintragung ins Anwaltsregister ist das Anwaltspatent, welches den MLaw voraussetzt, erforderlich. Den Grad LL. M. hingegen vergeben die schweizerischen Universitäten bisher nur für eine spezielle Ausbildung, die der vertieften wissenschaftlichen Arbeit in einem Schwerpunktgebiet dient.

## Master en Droit (Frankreich)
In Frankreich trägt das Pendant zum Master of Law die französische Bezeichnung „Master en Droit“ oder „Master, mention Droit (+ entspr. Fach: international, privé, fiscal etc)“ und ist zumeist um eine französischsprachige fachliche Spezialisierung ergänzt. Die nationalen Entsprechungen von Bachelor- und Masterabschlüssen sind in Frankreich im LMD-System (Licence, Master, Docteur) umgesetzt. Im LMD-System wurden die englischsprachigen Bezeichnungen nicht übernommen, u. a. weil etwa „Bachelor“ leicht mit dem französischen Abitur („Baccalauréat“) verwechselt werden kann. Der Master Droit ist unter staatlicher Aufsicht akkreditiert und kann eine Licence en droit (französisches LL. B.-Äquivalent) konsekutiv fortsetzen oder als juristische Zusatzqualifikation von Absolventen anderer (fachfremder oder juristischer) Studiengänge erworben werden, soweit es die Kriterien der jeweils zulassenden Hochschule erlauben. Der Master Droit erfüllt damit eine vergleichbare Qualifizierungsfunktion wie Master of Law/LL. M.-Studiengänge in anderen, insbesondere europäischen, Ländern.
Der Master Droit wird häufig auch als Master 2 Droit bezeichnet, welcher den eigentlichen Abschluss des Master-Studiengangs darstellt. Der Master 1 Droit hingegen bezeichnet ein nach dem ersten Jahr des zweijährigen Studiums vergebenes Zwischenzeugnis und keinen eigentlichen akademischen Abschluss.
Einige französische Hochschulen bieten daneben auch Hochschulzertifikate an, welche nicht-französischen akademischen Graden wie dem „LL. M.“ (ähnlich auch „Bachelor“, „MSc“ und „MBA“) nachempfunden sind. Diese französischen Hochschulzertifikate stellen jedoch sogenannte „Diplôme d'université“ dar und keine staatlich anerkannten akademischen Grade und sind demnach mit internationalen akademischen Graden gleichen Namens nicht vergleichbar. Bisweilen wird jedoch für denselben Studiengang gleichzeitig ein solches Hochschulzertifikat vergeben und – zumindest sofern Studierende die erforderliche akademische Vorbildung aufweisen – der akademische Grad des Master Droit verliehen.